# Kabupaten de Deli Serdang
Le kabupaten de Deli Serdang, en indonésien Kabupaten Deli Serdang, est un kabupaten de la province indonésienne de Sumatra du Nord. Son  chef-lieu est Lubuk Pakam (en), situé à environ 30 km à l'est de Medan, la capitale provinciale.
Le kabupaten est nommé d'après les anciens sultanats de Deli et Serdang.
Il est bordé :
- Au nord, par le kabupaten de Langkat et le détroit de Malacca,
- À l'est, par le kabupaten d'Asahan et le détroit de Malacca,
- Au sud, par les kabupaten de Karo et Simalungun,
- À l'ouest, par ceux de Karo et Langkat.

Deli Serdang compte trois plantations appartenant à London Sumatra (LONSUM).
En juin 2004, les agriculteurs et les populations indigènes d'un certain nombre de villages du district ont protesté contre la propriété foncière de leurs villages (apparemment, le gouvernement avait loué les terres des villages à LONSUM, mais ils ont rejeté ces locations et ont résisté au déménagement). Les autorités auraient tiré sur les fermiers et les indigènes qui tentaient de réoccuper les villages.
Le recensement national de 2000 enregistre 1,572,768 habitants, mais en 2010 la population a augmenté de 13.78%. Elle est donc aujourd'hui de 1,789,243 habitants.

## Divisions administratives
Le kabupaten est divisé administrativement en 22 sous-districts (kecamatan):
Bangun Purba • Batang Kuis • Beringin • Biru-Biru • Deli Tua • Galang • Gunung Meriah • Hamparan Perak •Kutalimbaru • Labuhan Deli • Lubuk Pakam • Namo Rambe • Pagar Marbau • Pancur Batu • Pantai Labu • Percut Sei Tuan • Petumbak • Sibolangit • Sinembah Tanjungmuda Hulu • Sinembah Tanjungmuda Hilir • Sunggal • Tanjung Morawa

## Galerie de portraits d'anciens sultans locaux

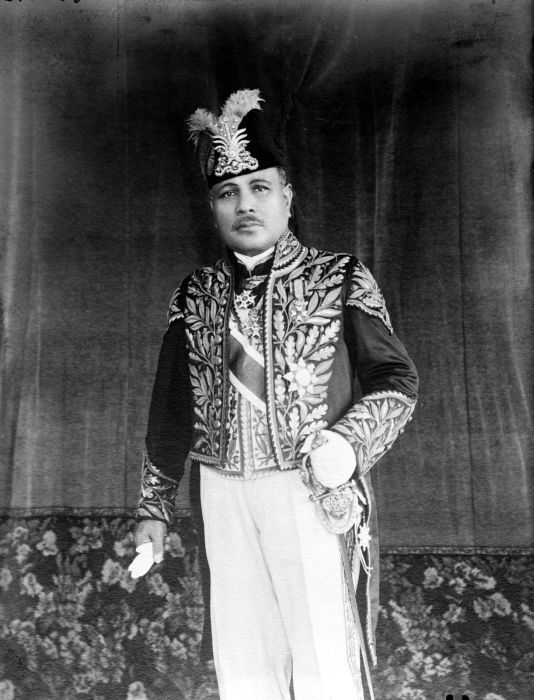
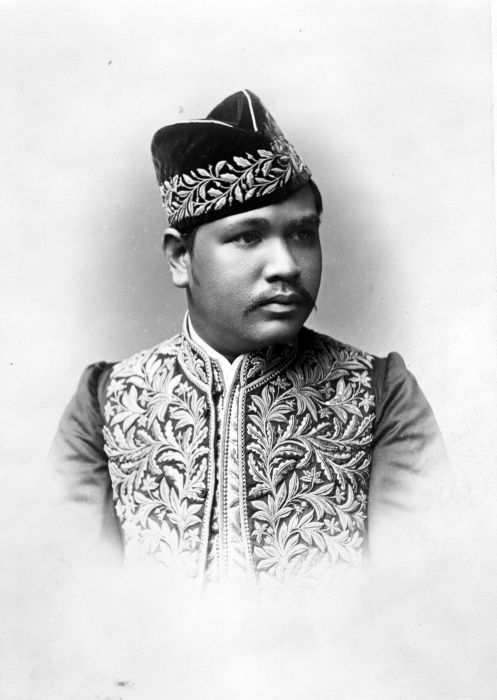
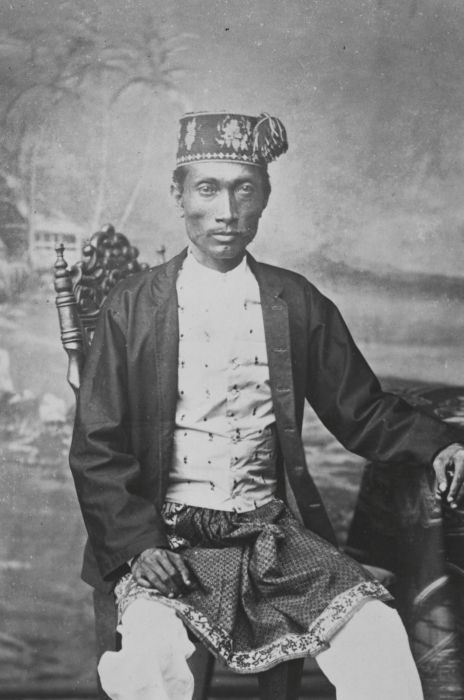
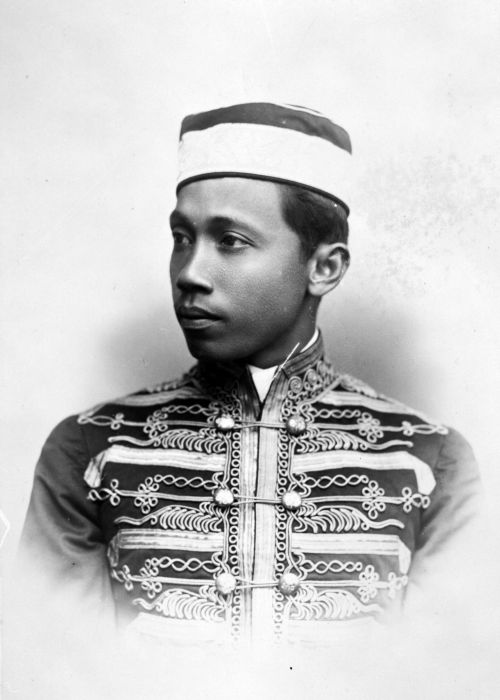